# Poa (botanica)
Poa L., 1753 è un genere di piante angiosperme monocotiledoni appartenente alla famiglia Poaceae (o Gramineae, nom. cons.). È l'unico genere della sottotribù Poinae Dumort., 1829.

## Etimologia
Il nome del genere deriva dalla parola greca "poa" che veniva applicata all'erba comune e ad altre erbe utili per il foraggio.
Il nome scientifico del genere è stato definito da Linneo (1707 – 1778), biologo svedese considerato il padre della moderna classificazione scientifica degli organismi viventi, nella pubblicazione "Species Plantarum" (Sp. Pl. 1: 67 - 1753) del 1753. Il nome scientifico della sottotribù è stato definito dal botanico, naturalista e politico belga Barthélemy Charles Joseph Dumortier  (1797-1878) nella pubblicazione "Analyse des Familles de Plantes: avec l'indication des principaux genres qui s'y rattachent. Tournay"  ( Anal. Fam. Pl. 63  - 1829) del 1829.

## Descrizione

### Portamento
Il portamento delle specie di questo gruppo in genere è cespuglioso (rizomatoso o stolonifero) con forme biologiche tipo emicriptofita cespitosa (H caesp) e cicli biologici annuali o perenni. I culmi sono cavi a sezione più o meno rotonda; sono verticali e lisci, talvolta genicolati, altre volte bulbosi alla base. In queste piante non sono presenti i micropeli; sono presenti invece piante bisessuali, monoiche, dioiche o ginodioiche.

### Foglie

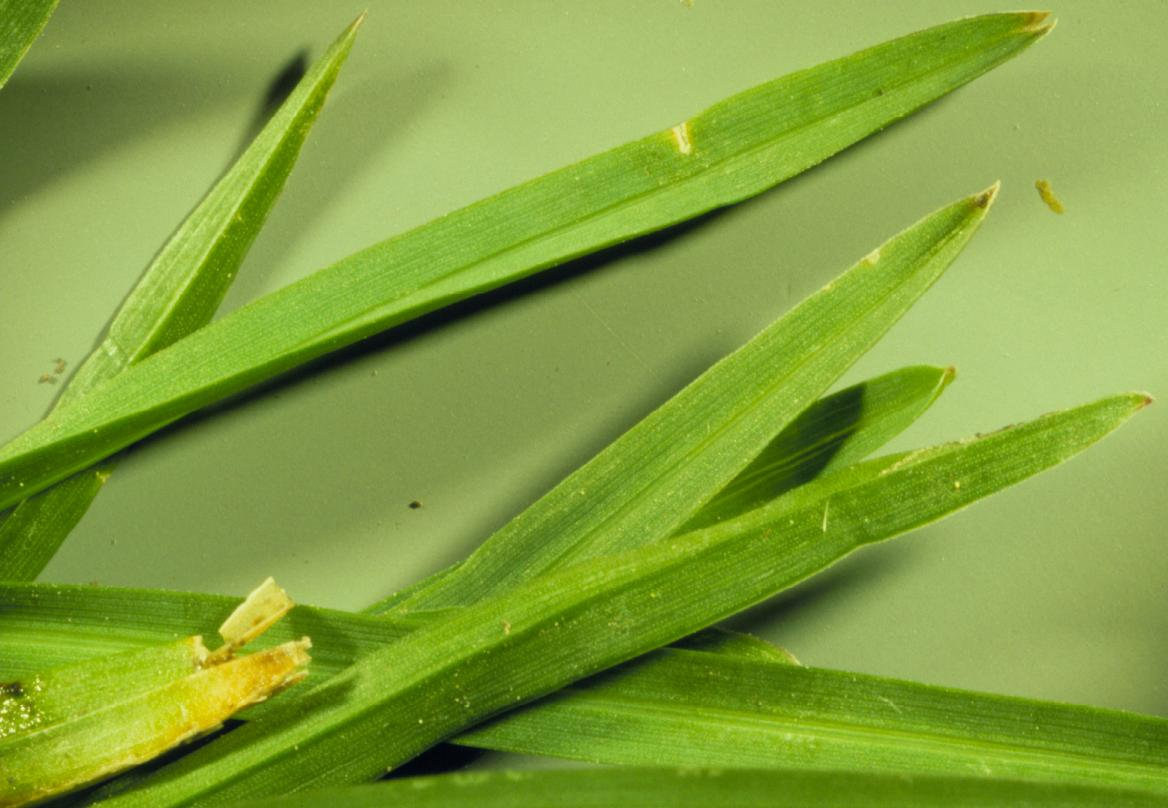
Le foglie
Poa pratensis

Le foglie lungo il culmo sono disposte in modo alterno, sono distiche e si originano dai vari nodi. Sono composte da una guaina, una ligula e una lamina. Le venature sono parallelinervie. Non sono presenti i pseudopiccioli e, nell'epidermide delle foglia, le papille.
- Guaina: la guaina è abbracciante il fusto e in genere è priva di auricole e normalmente è chiusa.
- Ligula: la ligula è membranosa e a volte è cigliata; può essere corta o allungata; a volte è ialina.
- Lamina: la lamina ha delle forme generalmente lineari con margini paralleli; può essere piatta.

### Infiorescenza

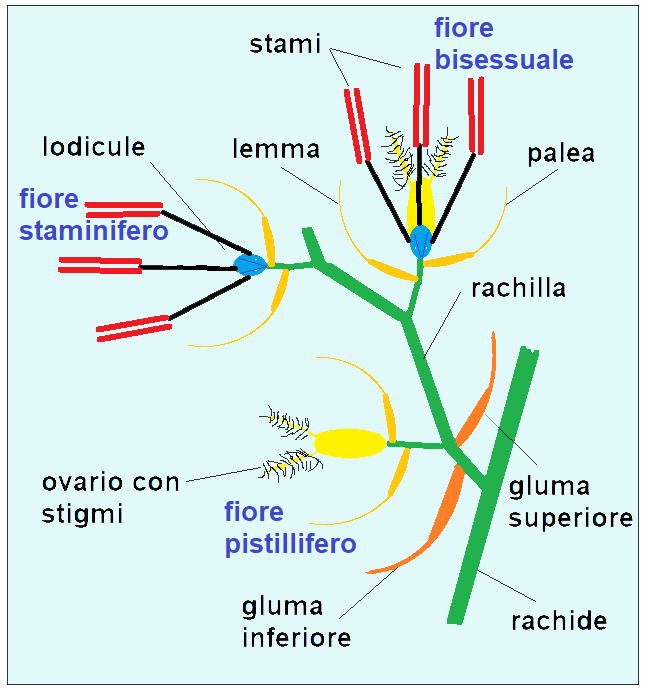
Spighetta generica con tre fiori diversi

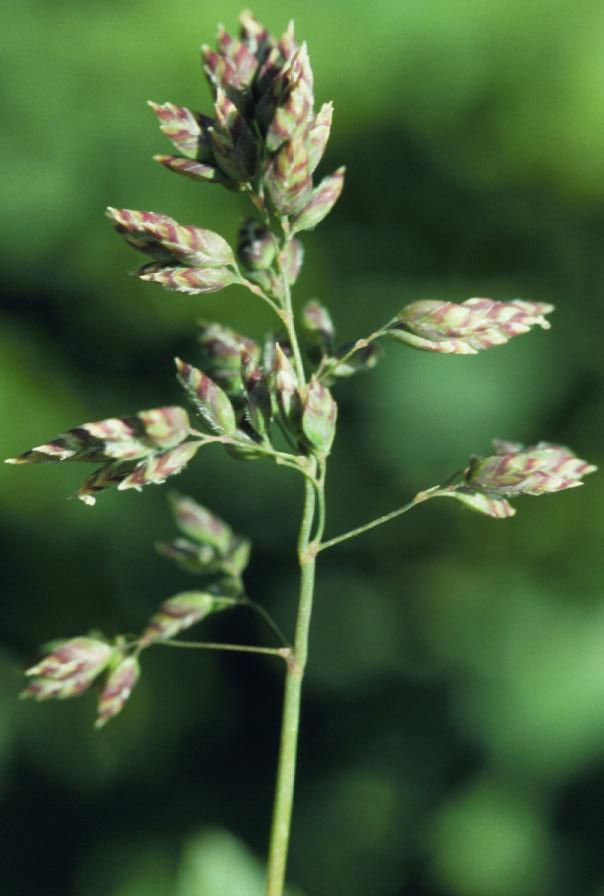
Infiorescenza
Poa alpina

- Infiorescenza principale (sinfiorescenza o semplicemente spiga): le infiorescenze, ascellari e terminali, in genere sono ramificate (i rami, da 1 a 9 per nodo, sono ampi, lunghi e patenti) e sono formate da alcune spighette ed hanno la forma di una pannocchia aperta. La fillotassi dell'inflorescenza inizialmente è a due livelli, anche se le successive ramificazioni la fa apparire a spirale.
- Infiorescenza secondaria (o spighetta): le spighette, con forme ovali-lanceolate e compresse lateralmente, sottese da due brattee distiche e strettamente sovrapposte chiamate glume (inferiore e superiore), sono formate da più fiori (fino a 13). Possono essere presenti dei fiori sterili; in questo caso sono in posizione distale rispetto a quelli fertili. Alla base di ogni fiore sono presenti due brattee: la palea e il lemma. La disarticolazione avviene con la rottura della rachilla sopra le glume e tra i fiori. L'estensione della rachilla è presente o assente. Non sono presenti le ariste. I fiori possono essere tutti bisessuali, o misti con i fiori femminili in posizione distale.

- Glume: le glume, disuguali, generalmente sono più corte dei fiori (raramente sono più lunghe); sono membranose; gli apici sono ottusi, a volte mutuci, raramente mucronati; possono essere fortemente carenate; hanno da 1 a 3 nervature longitudinali.
- Palea: la palea è un profillo con due venature; può essere cigliata; normalmente è carenata (a volte con due carene).
- Lemma: il lemma possiede, in molte specie, una chiglia; la forma è generalmente arrotondata con apice ottuso; ha da 5 a 7 nervature longitudinali.

### Fiori

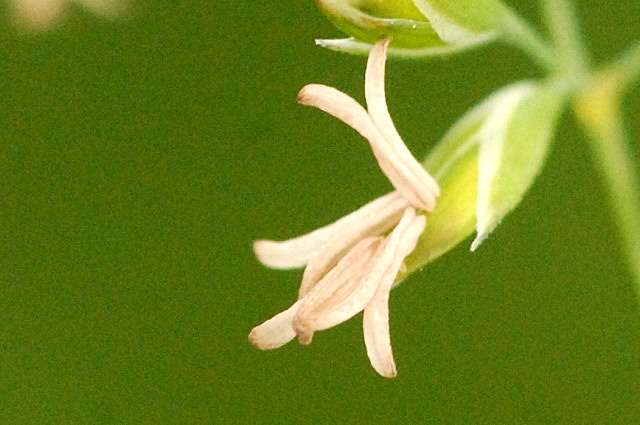
I fiori
Poa nemoralis

I fiori fertili sono attinomorfi formati da 3 verticilli: perianzio ridotto, androceo  e gineceo.
- Formula fiorale:[8]

*, P 2, A (1-)3(-6), G (2–3) supero, cariosside.
- Il perianzio è ridotto e formato da due lodicule, delle squame traslucide, poco visibili (forse relitto di un verticillo di 3 sepali). Le lodicule sono membranose e non vascolarizzate.

- L'androceo è composto da 3 stami ognuno con un breve filamento libero, una antera sagittata e due teche. Le antere sono basifisse con deiscenza laterale. Il polline è monoporato.

- Il gineceo è composto da 3-(2) carpelli connati formanti un ovario supero. L'ovario, glabro, ha un solo loculo con un solo ovulo subapicale (o quasi basale). L'ovulo è anfitropo e semianatropo e tenuinucellato o crassinucellato. Lo stilo, breve, è unico con due stigmi piumosi e distinti.

### Frutti
I frutti sono del tipo cariosside, ossia sono dei piccoli chicchi indeiscenti, con forme ovoidali, nei quali il pericarpo è formato da una sottile parete che circonda il singolo seme. In particolare il pericarpo è fuso al seme ed è aderente. L'endocarpo non è indurito e l'ilo è puntiforme. L'embrione è piccolo e provvisto di epiblasto ha un solo cotiledone altamente modificato (scutello senza fessura) in posizione laterale. I margini embrionali della foglia non si sovrappongono.

## Biologia
Come gran parte delle Poaceae, le specie di questo genere si riproducono per impollinazione anemogama. Gli stigmi più o meno piumosi sono una caratteristica importante per catturare meglio il polline aereo. 
La dispersione dei semi avviene inizialmente a opera del vento (dispersione anemocora) e una volta giunti a terra grazie all'azione di insetti come le formiche (mirmecoria).

## Distribuzione e habitat
La distribuzione delle specie di questo genere è relativa alle regioni temperate fresche di tutto il mondo.

### Specie della zona alpina
Delle 24 specie spontanee della flora italiana 21 vivono sull'arco alpino. La tabella seguente mette in evidenza alcuni dati relativi all'habitat, al substrato e alla distribuzione delle specie alpine.
| Specie | Comunità vegetali | Piani vegetazionali         | Substrato  | pH     | Livello trofico | H2O     | Ambiente                | Zona alpina                                       |
| --- | ----------------- | --------------------------- | ---------- | ------ | --------------- | ------- | ----------------------- | ------------------------------------------------- |
| Poa alpina | 11                | alpino subalpino            | Ca - Si    | neutro | alto            | medio   | B4 F3 F5 F6 G1          | tutto l'arco alpino a quote alte                  |
| Poa angustifolia | 5                 | montano collinare           | Ca - Si    | neutro | basso           | secco   | B2 F2                   | tutto l'arco alpino con discontinuità al centro   |
| Poa annua | 2                 | subalpino montano collinare | Ca - Si    | neutro | alto            | medio   | B1 B2 B7 B8             | tutto l'arco alpino                               |
| Poa badensis | 4                 | montano collinare           | Ca         | basico | basso           | arido   | C1 F2                   | CN BS UD                                          |
| Poa bulbosa | 4                 | montano collinare           | Ca - Si    | neutro | medio           | arido   | B2 C1 F1 F2             | tutto l'arco alpino                               |
| Poa cenisia | 3                 | alpino subalpino            | Ca - Ca/Si | basico | basso           | medio   | C3                      | tutto l'arco alpino con qualche discontinuità     |
| Poa chaixii | 11                | subalpino montano           | Ca - Si    | acido  | basso           | medio   | B6 F3 G1 G2 H1 I1       | tutto l'arco alpino con qualche discontinuità     |
| Poa compressa | 5                 | montano collinare           | Ca - Si    | basico | basso           | secco   | B2 C1                   | tutto l'arco alpino                               |
| Poa glauca | 3                 | alpino subalpino            | Ca         | basico | basso           | secco   | C2 C3                   | tutto l'arco alpino con qualche discontinuità     |
| Poa hybrida | 13                | subalpino                   | Ca - Si    | neutro | alto            | umido   | G2 H1 H2 I1 I2          | settore orientale                                 |
| Poa laxa | 3                 | alpino                      | Si         | acido  | basso           | umido   | C3                      | tutto l'arco alpino a quote alte                  |
| Poa minor | 3                 | alpino subalpino            | Ca         | basico | basso           | medio   | C2 C3                   | tutto l'arco alpino a quote alte                  |
| Poa molinerii | 9                 | subalpino montano           | Ca - Ca/Si | basico | basso           | arido   | F2                      | tutto l'arco alpino con discontinuità             |
| Poa nemoralis | 14                | subalpino montano collinare | Ca - Si    | neutro | medio           | secco   | B6 B8 C2 C3 F7 I1 I2 I3 | tutto l'arco alpino                               |
| Poa palustris | 6                 | collinare                   | Ca - Ca/Si | basico | medio           | bagnato | A3 A4 F3 G2             | tutto l'arco alpino (meno frequente ad occidente) |
| Poa perconcinna | 9                 | subalpino montano collinare | Ca - Si    | neutro | basso           | arido   | C1 F2                   | settore occidentale                               |
| Poa pratensis | 11                | subalpino montano collinare | Ca - Si    | neutro | alto            | medio   | F2 F3                   | tutto l'arco alpino                               |
| Poa pumilla | 10                | subalpino montano           | Ca         | basico | basso           | arido   | C2 C3 F2                | BL UD PN                                          |
| Poa remota | 14                | montano                     | Ca - Ca/Si | basico | alto            | umido   | I2                      | settore orientale                                 |
| Poa supina | 11                | alpino subalpino            | Ca - Si    | neutro | alto            | umido   | B2 B4 F3                | tutto l'arco alpino                               |
| Poa trivialis | 11                | subalpino montano collinare | Ca - Si    | neutro | alto            | medio   | F3 I2                   | tutto l'arco alpino                               |
| Legenda e note alla tabella. Substrato: con “Ca/Si” si intendono rocce di carattere intermedio (calcari silicei e simili). Zona alpina: vengono prese in considerazione solo le zone alpine del territorio italiano (sono indicate le sigle delle province). Comunità vegetali: 2 = comunità terofitiche pioniere nitrofile; 3 = comunità delle fessure, delle rupi e dei ghiaioni; 4 = comunità pioniere a terofite e succulente; 5 = comunità perenni nitrofile; 6 = comunità delle megaforbie acquatiche; 9 = comunità a emicriptofite e camefite delle praterie rase magre secche; 10 = comunità delle praterie rase dei piani subalpino e alpino con dominanza di emicriptofite; 11 = comunità delle macro- e megaforbie terrestri; 13 = comunità arbustive; 14 = comunità forestali. Ambienti: A3 = ambienti acquatici come rive, stagni, fossi e paludi; A4 = ambienti umidi, temporaneamente inondati o a umidità variabile; B1 = campi, colture e incolti; B2 = ambienti ruderali, scarpate; B4 = riposi del bestiame; B6 = tagli rasi forestali, schiarite, strade forestali; B7 = parchi, giardini, terreni sportivi; B8 = frutteti e piantagioni di castagni; C1 = ambienti sabbiosi, affioramenti rocciosi; C2 = rupi, muri e ripari sotto roccia; C3 = ghiaioni, morene e pietraie; F1 = praterie rase xerofile mediterranee; F2 = praterie rase, prati e pascoli dal piano collinare al subalpino; F3 = prati e pascoli mesofili e igrofili; F5 = praterie rase subalpine e alpine; F6 = vallette nivali; F7 = margini erbacei dei boschi; G1 = lande e popolamenti a lavanda; G2 = praterie rase dal piano collinare a quello alpino; H1 = ontaneti verdi, saliceti subalpini; H2 = boscaglie di pini montani; I1 = boschi di conifere; I2 = boschi di latifoglie; I3 = querceti submediterranei. |                   |                             |            |        |                 |         |                         |                                                   |

## Tassonomia
La famiglia delle Poacee comprende circa 800 generi e oltre 9.000 specie. È una delle famiglie più numerose e più importanti del gruppo delle monocotiledoni. La famiglia è suddivisa in 12 sottofamiglie, la sottotribù Poinae fa parte della sottofamiglia Pooideae, tribù Poeae.

### Specie
Questo genere comprende oltre 500 specie (24 delle quali presenti nella flora italiana).
Tradizionalmente le specie di Poa della flora italiana vengono divise in due sezioni:
- sezione Paucirameae: le specie di questa sezione sono caratterizzate da pannocchie con i rami inferiori solitari o appaiati; il nodo più alto del culmo in genere è posizionato nella metà inferiore della lunghezza dell'intero fusto. Alcune specie di questa sezione sono: P. alpina e P. annua.
- sezione Multirameae: le specie di questa sezione sono caratterizzate da pannocchie con i rami basali riuniti in gruppi di 3 - 5; il nodo più alto del culmo in genere è posizionato nella metà superiore della lunghezza dell'intero fusto. Alcune specie di questa sezione sono: P. compressa, P. nemoralis, P. palustris,P. pratensis e P. trivialis.

La specie Poa pratensis è la specie tipo della famiglia Poaceae.

### Filogenesi
La sottotribù Poinae fa parte della tribù Poeae R.Br., 1814 (quest'ultima è compresa nella supertribù Poodae L. Liu, 1980). La tribù Poeae (formata da diverse sottotribù suddivise in alcune supersottotribù) è l'ultimo nodo della sottofamiglia Pooideae ad essersi evoluto (gli altri precedenti sono la tribù Brachyelytreae, e le supertribù Nardodae, Melicodae, Stipodae e Triticodae).
La sottotribù Poinae (monofiletica nell'attuale circoscrizione) appartiene al gruppo con le sequenze dei plastidi di tipo "Poeae" (definito "Poeae chloroplast groups 2 ") ed è circoscritta nella supersottotribù Poodinae Soreng & L.J. Gillespie, 2017 (chiamato anche PAM clade) comprendente una decina di sottotribù tra le quali Poinae, Miliinae, Phleinae, Beckmanniinae, Cinninae, Alopecurinae, Ventenatinae e altre ancora in fase di definizione come la sottotribù Avenulinae, Brizochloinea, alcuni cladi provvisori e il genere incertae sedis Arctopoa. All'interno della supersottotribù la sottotribù di questa voce è in posizione politomica con il gruppo denominato "ABCV clade" e alcune altre sottotribù. Ulteriori studi sono necessari per avere informazioni più dettagliate e precise in quanto la struttura sopra descritta non è l'unica che emerge dalle analisi filogenetiche attuali. Altri studi propongono configurazioni filogenetiche lievemente diverse.
Nella sua attuale circoscrizione il genere Poa è il più grande della famiglia delle Poaceae. All'interno del genere sono stati individuati alcuni sottogeneri e sezioni. Tra parentesi sono indicate alcune specie della flora spontanea italiana.:
- subg. Sylvestres: questo sottogenere è formato da un gruppo di specie boschive ombrose endemiche del Nord America.
- subg. Ochlopoa : nelle piante di questo gruppo la base del culmo è avvolta da una guaina bulbosa; la superficie è generalmente abbastanza liscia dappertutto; le palee sono carenate e poco villose. Molte specie sono annuali. Questo gruppo non è monofiletico (vedi "N Clade").(P. bulbosa, P. cenisia, P. alpina, P. badensis, P. infirma, P. annua, P. supina)
- subg. Pseudopoa (Eremopoa): in questo gruppo sono presenti specie annuali minute con i rami della pannocchia ad angolo stretto; le glume sono corte; le guaine in posizione distale sono chiuse per 1/15–1/10 della lunghezza; le rachille sono scabrose.
- subg. Stenopoa: le specie di questo gruppo hanno dei cicli biologici perenni; generalmente le guaine più alte sono chiuse solo per circa 1/5 della loro lunghezza; a volte sono presenti rizomi. (P. compressa, P. laxa, P. trivialis)
- subg. Poa (con due sottosezioni: subsect. Homalopoa  e subsect. Poa): è il sottogenere più grande e diversificato, comprende specie annuali e perenni, con o senza rizomi, ma generalmente con le guaine dei culmi superiori chiuse per oltre 1/4 della loro lunghezza. (P. chaixii, P. pratensis)
- subg. Oreopoa: questo è un sottogenere monotipo endemico della Turchia.

A parte va considerato il gruppo Arctopoa. Queste piante sono più robuste con rizomi spessi; lemmi con margini da cigliati a scabrosi; gli habitat preferiti si trovano nelle zone umide subsaline o subalcaline. Questo gruppo è considerato incertae sedis e alcuni Autori segregano le sue specie nel genere Arctopoa (Griseb.) Prob..
Attualmente al genere di questa voce sono stati aggregati alcuni gruppi (ora sinonimi) che alle analisi filogenetiche del DNA si sono dimostrati collegati al genere Poa. Ad esempio Anthochloa era segregato da Poa sulla base dei suoi lemmi flabellati; Aphanelytruim era segregato a causa dei lemmi con forme angolate; Oreopoa era segregato in base alle lame fogliari convolute e ai lemmi un po' arrotondati; Austrofestuca era segregato in base al fatto che aveva cinque o più vene sul lemma. Ma in definitiva questi caratteri appaiono anche in altre specie di Poa. Le specie di Poa sono spesso poliploidi e l'ibridazione e l'apomissia sono comuni. Inoltre i caratteri morfologici che separano la specie sono sottili e generalmente quantitativi. Nonostante gli enormi progressi compiuti nel districare la filogenesi di questo genere, molto lavoro resta da fare in particolare sull'evoluzione dei numerosi complessi poliploidi. Il genere è il risultato di una rapida e recente diversificazione con gran parte della speciazione avvenuta negli ultimi 2 milioni di anni.
Le seguenti sinapomorfie sono relative a tutta la sottofamiglia (Pooideae):
- la fillotassi dell'inflorescenza inizialmente è a due livelli;
- le spighette sono compresse lateralmente;
- i margini embrionali della foglia non si sovrappongono;
- l'embrione è privo della fessura scutellare.

Le sinapomorfie relative alla tribù Poeae sono:
- l'ilo è puntiforme;
- dei lipidi (grassi) sono presenti nell'endosperma;
- le lodicule sono prive di ciglia;
- l'ovario è glabro.

Per il genere di questa voce non sono state trovate sinapomorfie rilevanti.
Il numero cromosomico delle specie di questo gruppo è: 2n = 14, 28, 42, 56, 70, così come praticamente tutti i numeri aneuploidi fino a 147 incluso.
Il cladogramma seguente, tratto dallo studio citato, mostra una possibile configurazione filogenetica della sottotribù.
|  | \| \| subg Poa sect. Homalopoa \| \| \| \| \| \| subg. Oreopoa \| \| \| \| |
|  |                                                                            |
|  | subg Poa sect. Poa                                                         |
|  |                                                                            |
|  | subg Poa sect. Homalopoa                                                   |
|  |                                                                            |
|  | subg. Oreopoa                                                              |
|  |                                                                            |

|  | subg Poa sect. Homalopoa |
|  |                          |
|  | subg. Oreopoa            |
|  |                          |

|  | subg. Stenopoa             |
|  |                            |
|  | subg. Ochlopoa ("N clade") |
|  |                            |

|  | \| \| subg Poa sect. Homalopoa \| \| \| \| \| \| subg. Oreopoa \| \| \| \| |
|  |                                                                            |
|  | subg Poa sect. Poa                                                         |
|  |                                                                            |
|  | subg Poa sect. Homalopoa                                                   |
|  |                                                                            |
|  | subg. Oreopoa                                                              |
|  |                                                                            |

|  | subg Poa sect. Homalopoa |
|  |                          |
|  | subg. Oreopoa            |
|  |                          |

|  | subg. Stenopoa             |
|  |                            |
|  | subg. Ochlopoa ("N clade") |
|  |                            |

|  | \| \| subg Poa sect. Homalopoa \| \| \| \| \| \| subg. Oreopoa \| \| \| \| |
|  |                                                                            |
|  | subg Poa sect. Poa                                                         |
|  |                                                                            |
|  | subg Poa sect. Homalopoa                                                   |
|  |                                                                            |
|  | subg. Oreopoa                                                              |
|  |                                                                            |

|  | subg Poa sect. Homalopoa |
|  |                          |
|  | subg. Oreopoa            |
|  |                          |

|  | subg. Stenopoa             |
|  |                            |
|  | subg. Ochlopoa ("N clade") |
|  |                            |

|  | \| \| subg Poa sect. Homalopoa \| \| \| \| \| \| subg. Oreopoa \| \| \| \| |
|  |                                                                            |
|  | subg Poa sect. Poa                                                         |
|  |                                                                            |
|  | subg Poa sect. Homalopoa                                                   |
|  |                                                                            |
|  | subg. Oreopoa                                                              |
|  |                                                                            |

|  | subg Poa sect. Homalopoa |
|  |                          |
|  | subg. Oreopoa            |
|  |                          |

|  | subg. Stenopoa             |
|  |                            |
|  | subg. Ochlopoa ("N clade") |
|  |                            |

|  | \| \| subg Poa sect. Homalopoa \| \| \| \| \| \| subg. Oreopoa \| \| \| \| |
|  |                                                                            |
|  | subg Poa sect. Poa                                                         |
|  |                                                                            |
|  | subg Poa sect. Homalopoa                                                   |
|  |                                                                            |
|  | subg. Oreopoa                                                              |
|  |                                                                            |

|  | subg Poa sect. Homalopoa |
|  |                          |
|  | subg. Oreopoa            |
|  |                          |

|  | subg. Stenopoa             |
|  |                            |
|  | subg. Ochlopoa ("N clade") |
|  |                            |

|  | \| \| subg Poa sect. Homalopoa \| \| \| \| \| \| subg. Oreopoa \| \| \| \| |
|  |                                                                            |
|  | subg Poa sect. Poa                                                         |
|  |                                                                            |
|  | subg Poa sect. Homalopoa                                                   |
|  |                                                                            |
|  | subg. Oreopoa                                                              |
|  |                                                                            |

|  | subg Poa sect. Homalopoa |
|  |                          |
|  | subg. Oreopoa            |
|  |                          |

|  | subg. Stenopoa             |
|  |                            |
|  | subg. Ochlopoa ("N clade") |
|  |                            |

|  | \| \| subg Poa sect. Homalopoa \| \| \| \| \| \| subg. Oreopoa \| \| \| \| |
|  |                                                                            |
|  | subg Poa sect. Poa                                                         |
|  |                                                                            |
|  | subg Poa sect. Homalopoa                                                   |
|  |                                                                            |
|  | subg. Oreopoa                                                              |
|  |                                                                            |

|  | subg Poa sect. Homalopoa |
|  |                          |
|  | subg. Oreopoa            |
|  |                          |

|  | subg. Stenopoa             |
|  |                            |
|  | subg. Ochlopoa ("N clade") |
|  |                            |

|  | \| \| subg Poa sect. Homalopoa \| \| \| \| \| \| subg. Oreopoa \| \| \| \| |
|  |                                                                            |
|  | subg Poa sect. Poa                                                         |
|  |                                                                            |
|  | subg Poa sect. Homalopoa                                                   |
|  |                                                                            |
|  | subg. Oreopoa                                                              |
|  |                                                                            |

|  | subg Poa sect. Homalopoa |
|  |                          |
|  | subg. Oreopoa            |
|  |                          |

|  | subg. Stenopoa             |
|  |                            |
|  | subg. Ochlopoa ("N clade") |
|  |                            |

|  | \| \| subg Poa sect. Homalopoa \| \| \| \| \| \| subg. Oreopoa \| \| \| \| |
|  |                                                                            |
|  | subg Poa sect. Poa                                                         |
|  |                                                                            |
|  | subg Poa sect. Homalopoa                                                   |
|  |                                                                            |
|  | subg. Oreopoa                                                              |
|  |                                                                            |

|  | subg Poa sect. Homalopoa |
|  |                          |
|  | subg. Oreopoa            |
|  |                          |

|  | subg. Stenopoa             |
|  |                            |
|  | subg. Ochlopoa ("N clade") |
|  |                            |

|  | \| \| subg Poa sect. Homalopoa \| \| \| \| \| \| subg. Oreopoa \| \| \| \| |
|  |                                                                            |
|  | subg Poa sect. Poa                                                         |
|  |                                                                            |
|  | subg Poa sect. Homalopoa                                                   |
|  |                                                                            |
|  | subg. Oreopoa                                                              |
|  |                                                                            |

|  | subg Poa sect. Homalopoa |
|  |                          |
|  | subg. Oreopoa            |
|  |                          |

|  | subg. Stenopoa             |
|  |                            |
|  | subg. Ochlopoa ("N clade") |
|  |                            |

|  | \| \| subg Poa sect. Homalopoa \| \| \| \| \| \| subg. Oreopoa \| \| \| \| |
|  |                                                                            |
|  | subg Poa sect. Poa                                                         |
|  |                                                                            |
|  | subg Poa sect. Homalopoa                                                   |
|  |                                                                            |
|  | subg. Oreopoa                                                              |
|  |                                                                            |

|  | subg Poa sect. Homalopoa |
|  |                          |
|  | subg. Oreopoa            |
|  |                          |

|  | subg. Stenopoa             |
|  |                            |
|  | subg. Ochlopoa ("N clade") |
|  |                            |

|  | \| \| subg Poa sect. Homalopoa \| \| \| \| \| \| subg. Oreopoa \| \| \| \| |
|  |                                                                            |
|  | subg Poa sect. Poa                                                         |
|  |                                                                            |
|  | subg Poa sect. Homalopoa                                                   |
|  |                                                                            |
|  | subg. Oreopoa                                                              |
|  |                                                                            |

|  | subg Poa sect. Homalopoa |
|  |                          |
|  | subg. Oreopoa            |
|  |                          |

|  | subg. Stenopoa             |
|  |                            |
|  | subg. Ochlopoa ("N clade") |
|  |                            |

|  | \| \| subg Poa sect. Homalopoa \| \| \| \| \| \| subg. Oreopoa \| \| \| \| |
|  |                                                                            |
|  | subg Poa sect. Poa                                                         |
|  |                                                                            |
|  | subg Poa sect. Homalopoa                                                   |
|  |                                                                            |
|  | subg. Oreopoa                                                              |
|  |                                                                            |

|  | subg Poa sect. Homalopoa |
|  |                          |
|  | subg. Oreopoa            |
|  |                          |

|  | subg. Stenopoa             |
|  |                            |
|  | subg. Ochlopoa ("N clade") |
|  |                            |

|  | \| \| subg Poa sect. Homalopoa \| \| \| \| \| \| subg. Oreopoa \| \| \| \| |
|  |                                                                            |
|  | subg Poa sect. Poa                                                         |
|  |                                                                            |
|  | subg Poa sect. Homalopoa                                                   |
|  |                                                                            |
|  | subg. Oreopoa                                                              |
|  |                                                                            |

|  | subg Poa sect. Homalopoa |
|  |                          |
|  | subg. Oreopoa            |
|  |                          |

|  | subg. Stenopoa             |
|  |                            |
|  | subg. Ochlopoa ("N clade") |
|  |                            |

|  | \| \| subg Poa sect. Homalopoa \| \| \| \| \| \| subg. Oreopoa \| \| \| \| |
|  |                                                                            |
|  | subg Poa sect. Poa                                                         |
|  |                                                                            |
|  | subg Poa sect. Homalopoa                                                   |
|  |                                                                            |
|  | subg. Oreopoa                                                              |
|  |                                                                            |

|  | subg Poa sect. Homalopoa |
|  |                          |
|  | subg. Oreopoa            |
|  |                          |

|  | subg. Stenopoa             |
|  |                            |
|  | subg. Ochlopoa ("N clade") |
|  |                            |

|  | \| \| subg Poa sect. Homalopoa \| \| \| \| \| \| subg. Oreopoa \| \| \| \| |
|  |                                                                            |
|  | subg Poa sect. Poa                                                         |
|  |                                                                            |
|  | subg Poa sect. Homalopoa                                                   |
|  |                                                                            |
|  | subg. Oreopoa                                                              |
|  |                                                                            |

|  | subg Poa sect. Homalopoa |
|  |                          |
|  | subg. Oreopoa            |
|  |                          |

|  | subg. Stenopoa             |
|  |                            |
|  | subg. Ochlopoa ("N clade") |
|  |                            |

### Chiavi analitiche
Per meglio comprendere ed individuare le varie specie del genere (solamente per le specie spontanee della flora italiana) l’elenco seguente utilizza in parte il sistema delle chiavi analitiche (vengono cioè indicate solamente quelle caratteristiche utili a distingue una specie dall'altra).<
- Gruppo 1A: i culmi hanno delle forme appiattito-compresse;

- Gruppo 2A: la lamina delle foglie è conduplicata con un diametro di 1 - 2 mm; la pannocchia è del tipo contratto;

Poa compressa L. - Fienarola compressa: l'altezza di questa pianta varia da 2 a 5 dm; il ciclo biologico è perenne; la forma biologica è emicriptofita cespitosa (H caesp); il tipo corologico è Circumboreale; gli habitat tipici sono gli incolti, i pendii, i bordi lungo le vie e su terreni argillosi e umidi; in Italia è una specie comune e si trova ovunque fino ad una altitudine di 1.500 m s.l.m..
- Gruppo 2B: le lamine delle foglie sono larghe 3 - 9 mm; la pannocchia normalmente è lassa con forme piramidali;

- Gruppo 3A: le foglie sono bruscamente ristrette all'apice e sono saldate a cappuccio;

Poa chaixii Vill. - Fienarola di Chaix: la ligula è lunga 0,5 - 1,5 mm; l'altezza di questa pianta varia da 5 a 12 dm; il ciclo biologico è perenne; la forma biologica è emicriptofita cespitosa (H caesp); il tipo corologico è Europeo-Caucasico; gli habitat tipici sono i boschi di latifoglie e i nardeti; in Italia è una specie rara e si trova solo al Nord fino ad una altitudine compresa tra 1.600 e 2.400 m s.l.m..
Poa remota Forselles - Fienarola maggiore: la ligula è lunga 3 - 5 mm; l'altezza di questa pianta varia da 8 a 15 dm; il ciclo biologico è perenne; la forma biologica è emicriptofita cespitosa (H caesp); il tipo corologico è Europeo-Siberiano; gli habitat tipici sono gli alvei fluviali, i boschi rivieraschi e le sponde dei fiumi; in Italia è una specie molto rara e si trova solo nella Alta Val Venosta fino ad una altitudine compresa tra 600 e 1.200 m s.l.m..
- Gruppo 3B: le foglie sono progressivamente attenuate all'apice; la ligula è lunga 3 - 5 mm;

Poa hybrida Gaudin - Fienarola ibrida: l'altezza di questa pianta varia da 5 a 10 dm; il ciclo biologico è perenne; la forma biologica è emicriptofita cespitosa (H caesp); il tipo corologico è Orofita Sud Europeo / Caucasico; gli habitat tipici sono i cespuglieti subalpini; in Italia è una specie rara e si trova solo nelle Alpi orientali fino ad una altitudine compresa tra 1.500 e 2.300 m s.l.m..
- Gruppo 1B: i culmi hanno delle forme più o meno cilindriche;

- Gruppo 4A: i rami inferiori della pannocchia sono raccolti a 1 - 2; il ciclo biologico delle piante è annuo o perenne e sono basse;

- Gruppo 5A: i fusti alla base sono ingrossato-bulbiformi;

- Gruppo 6A: le spighette hanno delle forme ovali-cuoriformi e sono lunghe 1,5 volte la larghezza (o meno); le ligule delle foglie inferiori sono brevi e troncate;

Poa alpina L. - Fienarola delle Alpi: l'altezza di questa pianta varia da 2 a 5 dm; il ciclo biologico è perenne; la forma biologica è emicriptofita cespitosa (H caesp); il tipo corologico è Circumboreale; gli habitat tipici sono i pascoli alpini e subalpini; in Italia è una specie comune e si trova su tutto il territorio (isole escluse) fino ad una altitudine compresa tra 1.500 e 2.700 m s.l.m..
- Gruppo 6B: le spighette hanno delle forme ovali-lanceolate o lanceolate e sono lunghe almeno 2 volte la larghezza; le ligule delle foglie inferiori sono lunghe 2 - 3 mm;

Poa bulbosa L. - Fienarola bulbosa: il ciclo biologico è perenne; la forma biologica è emicriptofita cespitosa (H caesp); il tipo corologico è Paleotemperato; gli habitat tipici sono i prati aridi e gli incolti; in Italia è una specie comune e si trova su tutto il territorio fino ad una altitudine di 2.400 m s.l.m..
- Gruppo 5B: i fusti non sono ingrossati alla base;

- Gruppo 7A: le ligule inferiori sono brevissime, quelle superiori sono lunghe 2 mm;

- Gruppo 8A: il ciclo biologico delle piante è annuo o bienne (non sono presenti i rigetti sterili);

Poa annua L. - Fienarola annuale: le antere sono lunghe da 0,6 a 1,2 mm; il ciclo biologico è annuo; la forma biologica è terofita cespitosa (T caesp); il tipo corologico è Cosmopolita; gli habitat tipici sono gli incolti, i bordi delle vie e gli orti; in Italia è una specie molto comune e si trova su tutto il territorio fino ad una altitudine di 2.000 m s.l.m..
Poa infirma Kunth - Fienarola miore: le antere sono lunghe da 0,2 a 0,3 mm; il ciclo biologico è annuo; la forma biologica è terofita cespitosa (T caesp); il tipo corologico è Euri-Mediterraneo; gli habitat tipici sono gli ambienti aridi e le macchie; in Italia è una specie comune e si trova al Centro e al Sud fino ad una altitudine di 600 m s.l.m..
- Gruppo 8B: il ciclo biologico delle piante è annuo o bienne con rigetti sterili;

- Gruppo 9A: le foglie sono larghe 3 - 5 mm; le spighette hanno delle forme ovali-cuoriformi, spesso sono sostituite da getti fogliari (infiorescenza vivipara);

Poa alpina L. - Fienarola delle Alpi: vedi paragrafo 6A.
- Gruppo 9B: le foglie sono larghe 1 - 3 mm; le spighette sono allungate e non sono vivipare;

Poa supina Schrad. - Fienarola delle malghe: la pianta ha un portamento cespuglioso ed è priva di stoloni; i rami inferiori della pannocchia sono patenti o riflessi;  il ciclo biologico è perenne; la forma biologica è emicriptofita cespitosa (H caesp); il tipo corologico è Circum-Artico-Alpino; gli habitat tipici sono gli ambienti nitrofili e calpestati presso le malghe e le vallette nivali; in Italia è una specie comune e si trova con discontinuità su tutto il territorio fino ad una altitudine compresa tra 1.600 e 2.800 m s.l.m..
Poa balbisii Parl. - Fienarola di Balbis: la pianta ha un portamento strisciante con stoloni orizzontali; i rami della pannocchia, più o meno eretti, sono brevi o subnulli;  il ciclo biologico è perenne; la forma biologica è emicriptofita cespitosa (H caesp); il tipo corologico è Endemico; gli habitat tipici sono le rupi e le pietraie granitiche e le formazioni ad arbusti spinosi; in Italia è una specie rara e si trova solamente in Sardegna fino ad una altitudine compresa tra 700 e 2.700 m s.l.m..
- Gruppo 7B: le ligule (inferiori e superiori) sono lunghe più di 2 mm;

- Gruppo 10A: le foglie hanno una consistenza rigida, i margini sono cartilaginei e biancastri, la superficie è colorata di verde-glauco;

Poa badensis Willd. - Fienarola di Baden: la lamina delle foglie è piana e larga 2 - 4 mm; il ciclo biologico è perenne; la forma biologica è emicriptofita cespitosa (H caesp); il tipo corologico è Orofita - Europeo; gli habitat tipici sono i prati aridi e le rupi calcare; in Italia è una specie molto rara e si trova solamente nelle Alpi fino ad una altitudine compresa tra 300 e 1.500 m s.l.m..
Poa molinerii Balb. - Fienarola di Molineri: la lamina delle foglie è carenata e larga 1 - 2 mm; il ciclo biologico è perenne; la forma biologica è emicriptofita cespitosa (H caesp); il tipo corologico è Orofita - Sud Est Europeo; gli habitat tipici sono i prati aridi, le rupi calcare e le creste; in Italia è una specie rara e si trova con discontinuità solamente sul continente fino ad una altitudine compresa tra 100 e 2.800 m s.l.m..
- Gruppo 10B: la consistenza delle foglie è erbaceo senza margini biancastri;

- Gruppo 11A: la parte sotterranea del fusto consiste in un rizoma orizzontale strisciante; alla base del lemma è presente un ciuffo di peli crespi;

Poa cenisia All. - Fienarola del Moncenisio: il ciclo biologico è perenne; la forma biologica è emicriptofita cespitosa (H caesp); il tipo corologico è Endemico - Alpico; gli habitat tipici sono i pendii franosi e umidi; in Italia è una specie rara e si trova solamente nelle Alpi fino ad una altitudine compresa tra 1.600 e 3.200 m s.l.m..
- Gruppo 11B: la parte sotterranea del fusto consiste in un rizoma breve e obliquo; alla base del lemma sono presenti delle setole più o meno diritte e brevi

Poa pumila Host - Fienarola piccina: le antere sono lunghe 1,2 - 2 mm; il ciclo biologico è perenne; la forma biologica è emicriptofita cespitosa (H caesp); il tipo corologico è Endemico / Est Alpico / Dinarico; gli habitat tipici sono i pendii erbosi e le rupi; in Italia è una specie rara e si trova solamente nelle Alpi Orientali fino ad una altitudine compresa tra 200 e 1.800 m s.l.m..
Poa laxa Haenke - Fienarola ciondola: le antere sono minori di 1 mm; le glume sono lunghe 2/3 della spighetta o più; il ciclo biologico è perenne; la forma biologica è emicriptofita cespitosa (H caesp); il tipo corologico è Orofita - Sud Europeo; gli habitat tipici sono i macereti, le pietraie, le ghiaie su silice; in Italia è una specie rara e si trova soprattutto al Nord fino ad una altitudine compresa tra 2.000 e 3.600 m s.l.m..
Poa minor Gaudin - Fienarola dei ghiaioni: le antere sono minori di 1 mm; le glume sono lunghe meno della metà della spighetta; il ciclo biologico è perenne; la forma biologica è emicriptofita cespitosa (H caesp); il tipo corologico è Orofita - Sud Europeo; gli habitat tipici sono le pietraie e i ghiaioni su calcare; in Italia è una specie rara e si trova soprattutto al Nord fino ad una altitudine compresa tra 1.500 e 3.200 m s.l.m..
- Gruppo 4B: i rami inferiori della pannocchia sono raccolti in gruppi di 3 - 8; il ciclo biologico delle piante è perenne e sono alte;

- Gruppo 12A: le ligule sono subnulle o lunghe fino a 1 mm;

- Gruppo 13A: tutti i getti terminano con una infiorescenza; le spighette sono piccole (3 - 4 mm) e con pochi fiori (1 - 3);

Poa nemoralis L. - Fienarola dei boschi: il colore della pianta è verde; il rachide della spighetta è pubescente; le ligule sono più brevi di 0,5 mm; il ciclo biologico è perenne; la forma biologica è emicriptofita cespitosa (H caesp); il tipo corologico è Circumboreale; gli habitat tipici sono i boschi, i cespuglieti e le siepi; in Italia è una specie comune e si trova su tutto il territorio fino ad una altitudine di 1.800 m s.l.m..
Poa glauca Vahl - Fienarola glauca: il colore della pianta è glauco-pruinoso; il rachide della spighetta è glabro; le ligule superiori sono lunghe fino a 1 mm; il ciclo biologico è perenne; la forma biologica è emicriptofita cespitosa (H caesp); il tipo corologico è Circum-Artico-Alpico; gli habitat tipici sono i pendii sassosi e i pascoli aridi; in Italia è una specie comune e si trova solamente al Nord fino ad una altitudine compresa tra 1.700 e 2.400 m s.l.m..
- Gruppo 13B: nella pianta sono presenti sia getti fioriferi che sterili; le spighette sono lunghe più o meno 4 mm e con 3 - 5 fiori;

Poa pratensis L. - Fienarola dei prati: il ciclo biologico è perenne; la forma biologica è emicriptofita cespitosa (H caesp); il tipo corologico è Circumboreale; gli habitat tipici sono i pendii erbosi e i prati; in Italia è una specie comune e si trova su tutto il territorio fino ad una altitudine di 2.200 m s.l.m..
Poa angustifolia L. - Fienarola a foglie strette: il ciclo biologico è perenne; la forma biologica è emicriptofita cespitosa (H caesp); il tipo corologico è Eurasiatico; gli habitat tipici sono le stazioni aride e rupestri (su granito); in Italia è una specie comune e si trova al Nord e al Centro fino a circa di 2.300 m s.l.m..
- Gruppo 12B: le ligule sono allungate con apici acuti;

- Gruppo 14A: le spighette sono brevi (3 mm); le nervature del lemma sono indistinte;

Poa palustris L. - Fienarola palustre: il ciclo biologico è perenne; la forma biologica è emicriptofita cespitosa (H caesp); il tipo corologico è Circumboreale; gli habitat tipici sono i prati umidi, le paludi e i boschi spesso inondati; in Italia è una specie molto rara e si trova solamente al Nord fino ad una altitudine di 1.600 m s.l.m..
- Gruppo 14B: le spighette sono lunghe 4 - 6 mm; le nervature del lemma sono evidenti;

Poa trivialis L. - Fienarola comune: il ciclo biologico è perenne; la forma biologica è emicriptofita cespitosa (H caesp); il tipo corologico è Eurasiatico; gli habitat tipici sono i prati falciati e concimati; in Italia è una specie molto comune e si trova su tutto il territorio fino ad una altitudine di 1.200 m s.l.m..
Note: all'elenco di cui sopra vanno aggiunte due specie non indicate nella "Flora d'Italia": Poa perconcinna J. R. Edm. e Poa timoleontis Boiss.

### Sinonimi
L'entità di questa voce ha avuto nel tempo diverse nomenclature. L'elenco seguente indica alcuni tra i sinonimi più frequenti:
- Anthochloa Nees & Meyen, 1834
- Aphanelytrum (Hack.) Hack., 1902
- Austrofestuca (Tzvelev) EB Alexeev, 1976
- Dasypoa Pilg.
- Dissanthelium Trin., 1836
- Eremopoa Roshev., 1934
- Graminastrum EHL Krause
- Libyella Pamp., 1925
- Lindbergella Bor, 1969
- Lindbergia Bor
- Neuropoa Clayton, 1985
- Oreopoa H. Scholz & Parolly, 2004
- Ochlopoa (Asch. & Graebn.) H.Scholz
- Paneion Lunell
- Panicularia Heist. ex Fabr.
- Parodiochloa CE Hubb., 1981
- Phalaridium Nees & Meyen
- Poagris Raf.
- Stenochloa Nutt.
- Toyarochloa TD Macfarl. & But, 1982
- Tzyelevia EB Alexeev, 1985

## Coltivazione ed usi
Molte specie di questo genere sono importanti come piante da pascolo, usate estesamente per alimentare il bestiame. La specie Kentucky bluegrass (Poa pratensis) è l'erba di tipo invernale più usata per i prati, campi sportivi e campi da golf negli USA.